# Ібуділаст
Ібуділаст (англ. Ibudilast), тимчасові експериментальні назви AV-411 та MN-166 — синтетичний лікарський препарат, який застосовується як протизапальний засіб, переважно в Японії, та належить до групи інгібіторів фосфодіестерази, за механізмом дії є переважно інгібітором фосфодіестерази-4, проте має помітний вплив і на інші підтипи фосфодіестерази.

## Медичне застосування
У Японії ібуділаст у формі пероральних капсул схвалених для лікування бронхіальної астми та для зменшення запаморочення, спричиненого хронічним порушенням мозкового кровообігу, пов'язаного з наслідками ішемічного інсульту. Очні краплі ібуділасту застосовуються для лікування алергічного кон'юнктивіту та полінозу. Ібуділаст може бути потенційно корисним у лікуванні залежності від метамфетаміну, опіоїдів та алкоголю.

## Фармакологія
Ібуділаст має бронхолітичну, судинорозширювальну, та нейропротекторну дію, та переважно застосовується для лікування бронхіальної астми та інсульту. Препарат також пригнічує агрегацію тромбоцитів, та може також бути корисним при лікуванні розсіяного склерозу. Ібуділаст проникає через гематоенцефалічний бар'єр, і пригнічує активацію клітин нейроглії. У дослідженнях показано, що ця активність робить ібуділаст корисним для лікування нейропатичного болю, причому ібуділаст не лише посилює знеболювання, що створюється похідними опіоїдів, але також зменшує розвиток толерантності до опіоїдів.

### Фармакодинаміка
Ібуділаст переважно є інгібітором фосфодіестерази-4, але також показано, що він діє як антагоніст Toll-подібного рецептора TLR4. Це, ймовірно, відіграє значну роль у його дії, зокрема його синергії з опіоїдними препаратами, протизапальному ефекті ібуділаста, та його самостійному знеболювальному ефекті. Невідомо, чи властивості інгібітора фосфодіестерази-4 потенціюють ефекти інактивації TLR4, або навпаки, попри те, що деякі з їх ефектів є спільними, зокрема ефект зменшення запального процесу. Антагоністи TLR4 теоретично можуть усувають посилення болю та запалення, спричинене більшістю TLR4-агоністів, включно з алкоголем та великою кількістю опіатів або їх аналогів.